# Calliopius laeviusculus
Calliopius laeviusculus is een vlokreeftensoort uit de familie van de Calliopiidae. De wetenschappelijke naam van de soort is voor het eerst geldig gepubliceerd in 1838 door Kroyer.